# Sì... lo voglio!
Sì... lo voglio è un film pornografico del 1980 diretto da Angelo Pannacciò, accreditato con lo pseudonimo "Angel Valery".

## Produzione
È stato uno dei primi film pornografici prodotti in Italia.

## Distribuzione
Il film fu distribuito col divieto ai minori di 18 anni.
Alcune scene furono incluse nel film Donna, un brivido di piacere del 1986 dello stesso Pannacciò.
Fu distribuito in Spagna come Gatas en celo e in Francia coi titoli Petite culotte mouillée e La spécialiste du ciné (Excitante et vicieuse).

## Accoglienza

### Critica
(P. Mt., Saison Cinématographique, 1981)